# Pliopithecus canmatensis
Pliopithecus canmatensis és una espècie de primat extint que trobà David Alba i el seu equip de l'Institut Català de Paleontologia Miquel Crusafont a Can Mata, un jaciment que es va utilitzar com abocador de pneumàtics situat a Els Hostalets de Pierola, a la comarca de l'Anoia.
És un primat del tipus Catarrhini (els micos del Vell Món). Els fragments de la mandíbula i els queixals trobats en aquest gran jaciment demostren que aquesta paleospècie pertany al gènere Pliopithecus dins la superfamília Pliopithecoidea, que són primats que inclouen diversos gèneres de catarrinis basals, un grup que va divergir abans de la separació de les dues superfamílies del grup: els cercopithecoids i els hominoids (antropomorfs i humans); els quals prosperaren a Euràsia durant el Miocè (entre 23,5 i 5,3 milions d'anys enrere).
Segons David Alba els pliopitecoïdeus foren probablement els primers catarrinis a dispersar-se des d'Àfrica a Euràsia, on experimentaren una radiació evolutiva en un continent inicialment desert d'altres antropoides.
A la península Ibèrica els pliopitecoïdeus només s'han trobat a la conca del Vallès-Penedès.